# Щотковиці
Щотковиці (пол. Szczotkowice) — село в Польщі, у гміні Дзялошиці Піньчовського повіту Свентокшиського воєводства.
Населення — 50 осіб (2011).
У 1975-1998 роках село належало до Келецького воєводства.

## Демографія
Демографічна структура на день 31 березня 2011 року:
|          | Загалом | Допрацездатний вік | Працездатний вік | Постпрацездатний вік |
| -------- | ------- | ------------------ | ---------------- | -------------------- |
| Чоловіки | 27      | 2                  | 22               | 3                    |
| Жінки    | 23      | 3                  | 9                | 11                   |
| Разом    | 50      | 5                  | 31               | 14                   |